# Elma Muros
Pour les articles homonymes, voir Muros.
Elma Muros-Posadas, née le 14 janvier 1967, est une ancienne athlète philippine, spécialiste du saut en longueur. Elle est considérée comme l'une des meilleures athlètes des Philippines dans les années 1980-1990.

## Carrière
Enfant, elle s’entraîne en sautant au-dessus des barrières de son école.
Avec sa participation aux Jeux d'Asie du Sud-Est 1981 à Manille, elle devient la plus jeune athlète philippine jamais qualifiée pour cette compétition. Elle termine 4e du saut en longueur avec une marque à 5,64 m mais remporte le bronze sur le relais 4 × 100 m.
En 1984, elle se qualifie en saut en longueur pour les Jeux olympiques de Los Angeles. Dans le groupe de qualification A, elle réalise deux sauts à 5,57 m et 5,64 m avant de mordre lors de son troisième essai. Ces marques sont insuffisantes pour se qualifier pour la finale et elle termine 20e sur 23 participantes.
Qualifiée deux fois pour les Jeux asiatiques, elle remporte le bronze sur le 400 m haies lors de l'édition 1990 et le même métal sur le saut en longueur en 1994. En 1995, elle remporte l'un des rares doublés d'or 100-200 m des Jeux d'Asie du Sud-Est lors de l'édition.
Aux Championnats d'Asie d'athlétisme, elle remporte deux médailles d'argent et de deux bronze en quatre participations. En 1983, elle arrive deuxième derrière la Chinoise Liao Wenfen ; en 1989, elle fait un saut à 6,17 m, 19 cm moins loin que la Chinoise Liu Shuzhen ; en 1993, elle est médaillée de bronze derrière la Chinoise Yao Weili et la Kazakhe Yelina Selina ; et en 1995, elle est encore une fois en bronze derrière la Kazakhe Yelena Pershina et la Chinoise Weili.
Elma Muros ne se requalifie pour les Jeux que douze ans plus tard, aux Jeux de 1996 à Atlanta. Concourant dans le groupe B, elle réalise trois sauts à 5,98 m, 6,04 m et 5,99 m, encore une fois trop courts pour atteindre la finale. Elle termine alors 29e sur 48 concurrentes.
Pour la dernière compétition de sa carrière, elle participe à l'heptathlon des Jeux d'Asie du Sud-Est de 2001. Là, elle remporte l'or.
Elle est l'athlète la plus décorée des Jeux d'Asie du Sud-Est avec un total de 15 médailles d'or : deux en saut en longueur, deux en heptathlon, deux en 100 m haies, et une au 400 m, une au 200 m et une dernière au 100 m.
Après avoir pris sa retraite sportive en 2001, elle devient entraîneuse à la Brent International School à Binan. Elle devient également membre de la Philippine Sports Commission pour venir en aide aux jeunes sportifs vivant dans la pauvreté.
En 2008, elle participe à la télé-réalité Survivor Philippines. En 2011, Elma Muros fait une apparition dans le film Thelma de Paul Soriano.

## Distinctions
2017 : Palarong Pambansa Lifetime Achievement Award

## Palmarès
| Année | Compétition                    | Lieu         | Résultat | Épreuve          |
| ----- | ------------------------------ | ------------ | -------- | ---------------- |
| 1981  | Jeux d'Asie du Sud-Est         | Manille      | 3e       | 4 × 100 m        |
| 1981  | Jeux d'Asie du Sud-Est         | Manille      | 5e       | saut en longueur |
| 1983  | Championnats d'Asie            | Koweït       | 2e       | saut en longueur |
| 1983  | Jeux d'Asie du Sud-Est         | Singapour    | 1re      | saut en longueur |
| 1985  | Jeux mondiaux en salle         | Paris        | 4e (s)   | 60 m             |
| 1985  | Jeux d'Asie du Sud-Est         | Bangkok      | 1re      | saut en longueur |
| 1989  | Championnats du monde en salle | Budapest     | 5e (s)   | 60 m             |
| 1989  | Championnats du monde en salle | Budapest     | 5e (s)   | 200 m            |
| 1989  | Championnats d'Asie            | New Delhi    | 2e       | saut en longueur |
| 1989  | Jeux d'Asie du Sud-Est         | Kuala Lumpur | 1re      | saut en longueur |
| 1990  | Jeux asiatiques                | Pékin        | 3e       | 400 m haies      |
| 1991  | Championnats du monde          | Tokyo        | 7e (s)   | 400 m haies      |
| 1991  | Jeux d'Asie du Sud-Est         | Manille      | 1re      | saut en longueur |
| 1993  | Championnats du monde          | Stuttgart    | 15e      | saut en longueur |
| 1993  | Championnats du monde en salle | Toronto      | 8e (s)   | saut en longueur |
| 1993  | Championnats d'Asie            | Manille      | 3e       | saut en longueur |
| 1993  | Jeux d'Asie du Sud-Est         | Singapour    | 1re      | saut en longueur |
| 1994  | Jeux asiatiques                | Hiroshima    | 3e       | saut en longueur |
| 1995  | Championnats du monde          | Göteborg     | 17e      | saut en longueur |
| 1995  | Championnats du monde en salle | Barcelone    | 6e (s)   | saut en longueur |
| 1995  | Championnats d'Asie            | Jakarta      | 3e       | saut en longueur |
| 1995  | Jeux d'Asie du Sud-Est         | Chiang Mai   | 1re      | saut en longueur |
| 1995  | Jeux d'Asie du Sud-Est         | Chiang Mai   | 1re      | 100 m            |
| 1995  | Jeux d'Asie du Sud-Est         | Chiang Mai   | 1re      | 200 m            |
| 1996  | Jeux olympiques                | Atlanta      | 29e      | saut en longueur |
| 1997  | Championnats du monde          | Athènes      | 6e (s)   | 100 m            |
| 1997  | Championnats du monde en salle | Paris        | 4e (s)   | 60 m             |
| 1997  | Jeux d'Asie du Sud-Est         | Jakarta      | 1re      | saut en longueur |
| 1997  | Jeux d'Asie du Sud-Est         | Jakarta      | 1re      | heptathlon       |
| 1999  | Jeux d'Asie du Sud-Est         | Brunei       | 1re      | saut en longueur |
| 2001  | Jeux d'Asie du Sud-Est         | Kuala Lumpur | 1re      | heptathlon       |

## Records
| Épreuve          | Performance         | Lieu         | Date              |
| ---------------- | ------------------- | ------------ | ----------------- |
| 100 m            | 12 s 12 (+ 0,1 m/s) | Athènes      | 2 août 1997       |
| Saut en longueur | 6,56 m              | Manille      | 17 mai 1997       |
| Heptathlon       | 5 059 points        | Kuala Lumpur | 16 septembre 2001 |

| Épreuve          | Performance | Lieu      | Date         |
| ---------------- | ----------- | --------- | ------------ |
| Saut en longueur | 6,11 m      | Barcelone | 11 mars 1995 |